# Krajinný park v Polsku
Krajinný park, polsky park krajobrazowy, je jedna z právních forem ochrany přírody v Polsku, tak jak ji definuje polský zákon o ochraně přírody Ustawa z dnia 16 kwietnia 2004 r. o ochronie przyrody. Krajinné parky chrání větší území kvůli jejich přírodním, historickým, kulturním a krajinným hodnotám s cílem zachovat a podporovat je v duchu udržitelného rozvoje. Obdobnou formou ochrany v České republice je chráněná krajinná oblast – CHKO.

## Historie a další informace
Myšlenka ochrany krajiny se rozvinula po druhé světové válce ve Velké Británii a Německu, odkud se pomalu rozšířila i do dalších zemí. V Polsku byl první krajinný Suwalski Park Krajobrazowy založený v roce 1976. Na začátku roku 2020 se v Polsku nachází 125 krajinných parků o celkové rozloze 26 141,6821 km², což představuje 8,36 % rozlohy Polska. Největším krajinným parkem je Park Krajobrazowy Doliny Baryczy, který má plochu 870,4 km. Nejmenším krajinným parkem je Miedzichowski Park Krajobrazowy s plochou 14,3 km².

## Mapa krajinných parků v Polsku
Mapa krajinných parků a některých dalších chráněných území je na odkazu.